# Чуноярский сельсовет
Чуноярский сельсовет - сельское поселение в Богучанском районе Красноярского края.
Административный центр - село Чунояр.

## Население
| 2010 | 2012  | 2013  | 2014  | 2015  | 2016  | 2017  |
| ---- | ----- | ----- | ----- | ----- | ----- | ----- |
| 3135 | ↘3083 | ↘3062 | ↘3028 | ↗3039 | ↘2965 | ↘2957 |

## Состав сельского поселения
| № | Населённый пункт | Тип населённого пункта       | Население |
| - | ---------------- | ---------------------------- | --------- |
| 1 | Чунояр           | село, административный центр | ↘2957     |

## Местное самоуправление
Чуноярский сельский Совет депутатов
Дата избрания: 30.07.2015. Срок полномочий: 5 лет
Глава муниципального образования
- Мартынов Сергей Петрович. Дата избрания: 30.07.2015. Срок полномочий: 5 лет